# Линчевание Кинга Джонсона
Линчевание Кинга Джонсона (англ. Lynching of King Johnson) — один из самосудов над афроамериканцами, который произошёл 26 декабря 1911 года в Бруклине, штат Мэриленд.
Кинг Джонсон — 28-летний афроамериканец из округа Анн-Арандел, накануне инцидента играл  с Фрэнком Швабом в бильярд. Во время игры между ними произошла словесная перепалка, в которую вешался брат Фрэнка Фредерик. Последний ударил Джонсона. В ответ на это Кинг выхватил пистолет и застрелил Фредерика, после чего дважды выстрелил во Фрэнка.
Фрэнку Швабу удалось спастись, он добежал до салона и позвонил шефу полиции Ирвину. Кинг Джонсон и свидетель по делу Хьюберт Чейз были арестованы и доставлены в тюрьму Бруклина. Хотя рассматривался их перевод в Аннаполис,  чтобы обеспечить безопасность, Кинг и Чейз были оставлены в тюрьме на ночь.
Ночью восемь белых мужчин ворвались в тюрьму, сначала приняв Чейза за Кинга, которого нашли в другой камере. Джонсона ударили по голове и выволокли на улицу, где застрелили.
В 5.45 тело Джонсона было найдено Джорджем Коулборном.
Расследование не установило личности совершивших самосуд. Единственный свидетель Чейз был запуган, а шеф полиции Ирвин и другие дежурные рано ушли с работы в тот день. Джонсон и Чейз  никем не охранялись.